# Karenische Sprachen
Die karenischen Sprachen oder Karen-Sprachen (auch Kareang-, Kariang- oder  Kayin-Sprachen) bilden eine Untergruppe der tibetobirmanischen Sprachen, eines Primärzweiges des Sinotibetischen. Die 15 Sprachen werden von etwa 4 Millionen Menschen in Birma und Thailand gesprochen. Die bedeutendsten Einzelsprachen sind Sgaw (Sgo, Sprache der Weißen Karen) mit 1,6 Millionen Sprechern und Pwo mit 1,3 Millionen Sprechern. Die Sprecher leben in zwei sehr unterschiedlichen Regionen: einerseits in den Deltas des Irawaddy, Salween und Sittang, andererseits in den schroffen Hügeln und Tälern des Tenasserim-Gebirges an der Grenze zu Thailand.
Karenische Sprachen sind monosyllabisch und tonal mit vier bedeutungsbestimmenden Tönen. Syntaktisch sind sie vom VO-Typ, d. h. das Objekt folgt dem Verb und Adjektive/Adverbien folgen dem zu modifizierenden Wort — ebenso wie Thai, aber anders als viele andere tibeto-birmanische Sprachen.
Kareang und Kariang sind die Bezeichnungen für die Karen und ihre Sprachen in der thailändischen und Mon-Sprache, während sie in der birmanischen Sprache Kayin und bei den Shan Yang genannt werden. Anfang des 19. Jahrhunderts begannen europäische Missionare in Tenasserim eine Schrift für die beiden wichtigsten karenischen Sprachen, Sgaw und Pwo, zu entwerfen. Zwischen 1847 und 1850 erschien eine umfangreiche Wortsammlung in Tavoy.

## Klassifikation und Untereinheiten
- Sinotibetisch
  - Tibetobirmanisch
    - Karenisch
      - Sgaw-Bghai-Kayah - Gruppe
        - Sgaw - Gruppe
          - Sgaw (S'gaw, Sgo, Sprache der Weißen Karen) (1,6 Mio.)   Dialekte: Panapu, Palachi
          - Paku (Pagu, Monebwa, Mogwa) (5.000)

        - Bghai (Bwe) - Gruppe
          - Geko (Padaung) (10.000)
          - Lahta (Taru) (10.000)
          - Bwe (15.000)
          - Geba (10.000)

        - Kayah - Gruppe
          - Kayah (Kayah Li, Sprache der Roten Karen) (500.000)
          - Manumanaw (10.000)
          - Yinbaw (7.000)
          - Yintale (10.000)

        - Brek (Bre) (20.000)

      - Pwo (Pho) (1,3 Mio.)
        - Phlou-Dialekte: Pa'an (Moulmein), Kawkareik, Tavoy
        - Thailand-Dialekte: Kanchanaburi, Ratchaburi
        - Bassein-Dialekte: Bassein, Tuan Net, Maubin
        - Phlong-Dialekte: Mae Ping, Omkoi (Hod), Mae Sarieng, Phrae

      - Pa'o (Pao, Taungthu, Sprache der Schwarzen Karen) (600.000)
      - Zayein (10.000)

Klassifikation, Dialekte und Sprecherzahlen nach dem angegebenen Weblink.

### Karenisch
- Sau Kau-too, J. Wader: Thesaurus of the Karen knowledge. Tavoy 1847–1850.
- David Solnit: Eastern Kayah Li. In: Graham Thurgood, Randy J. LaPolla (Hrsg.): The Sino-Tibetan Languages. Routledge, London 2003.
- Atsuhiko Kato: Pwo Karen. In: Graham Thurgood, Randy J. LaPolla (Hrsg.): The Sino-Tibetan Languages. Routledge, London 2003.

### Tibetobirmanisch
- Christopher I. Beckwith (Hrsg.): Medieval Tibeto-Burman Languages. Brill, Leiden / Boston / Köln 2002.
- Paul K. Benedict: Sino-Tibetan. A Conspectus. Cambridge University Press, 1972.
- Scott DeLancey: Sino-Tibetan Languages. In: Bernard Comrie (Hrsg.): The World's Major Languages. Oxford University Press, 1990.
- Austin Hale: Research on Tibeto-Burman Languages. Mouton, Berlin / New York / Amsterdam 1982.
- James A. Matisoff: Handbook of Proto-Tibeto-Burman. University of California Press, 2003.
- Anju Saxena (Hrsg.): Himalayan Languages. Mouton de Gruyter, Berlin / New York 2004.
- Graham Thurgood, Randy J. LaPolla (Hrsg.): The Sino-Tibetan Languages. Routledge, London 2003.
- George Van Driem: Languages of the Himalayas. Brill, Leiden 2001.